# Panuwat Failai
Panuwat Failai (tiếng Thái: ภานุวัฒน์ ไฟไหล, sinh ngày 15 tháng 3 năm 1986), còn được biết với tên đơn giản Top (tiếng Thái: ท็อป), là một cầu thủ bóng đá người Thái Lan thi đấu ở vị trí hậu vệ cho câu lạc bộ Giải bóng đá Ngoại hạng Thái Lan Trat.

## Sự nghiệp quốc tế
Năm 2013 Panuwatđược triệu tập vào đội tuyển quốc gia bởi Surachai Jaturapattarapong tham dự Vòng loại Cúp bóng đá châu Á 2015.

### Quốc tế
Tính đến 12 tháng 11 năm 2015
| Đội tuyển quốc gia | Năm  | Số trận | Bàn thắng |
| ------------------ | ---- | ------- | --------- |
| Thái Lan           | 2013 | 2       | 0         |
| Thái Lan           | Tổng | 2       | 0         |

## Danh hiệu

### Câu lạc bộ
Customs Department
- Thai Division 1 League
  -   Vô địch (1): 2007